# Grandview (Iowa)
Grandview es una ciudad ubicada en el condado de Louisa en el estado estadounidense de Iowa. En el Censo de 2010 tenía una población de 556 habitantes y una densidad poblacional de 949,88 personas por km².

## Geografía
Grandview se encuentra ubicada en las coordenadas 41°16′38″N 91°11′18″O / 41.27722, -91.18833. Según la Oficina del Censo de los Estados Unidos, Grandview tiene una superficie total de 0.59 km², de la cual 0.59 km² corresponden a tierra firme y (0%) 0 km² es agua.

## Demografía
Según el censo de 2010, había 556 personas residiendo en Grandview. La densidad de población era de 949,88 hab./km². De los 556 habitantes, Grandview estaba compuesto por el 92.27% blancos, el 0.9% eran afroamericanos, el 0.18% eran amerindios, el 0.9% eran asiáticos, el 0% eran isleños del Pacífico, el 3.96% eran de otras razas y el 1.8% pertenecían a dos o más razas. Del total de la población el 8.45% eran hispanos o latinos de cualquier raza.